# Friedrich (Waldeck-Pyrmont)

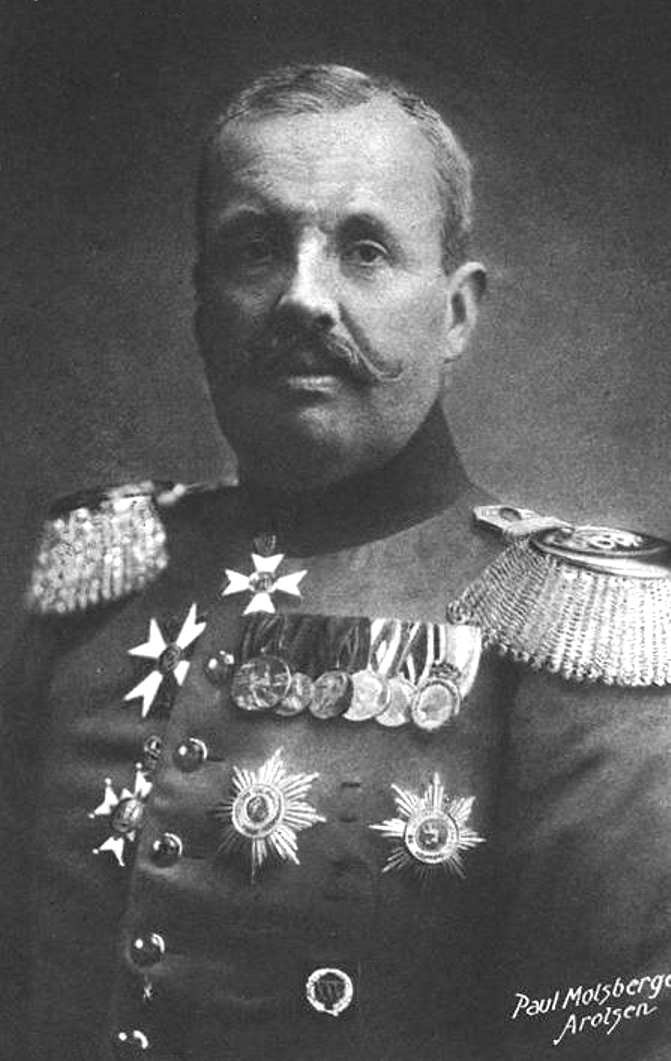
Friedrich von Waldeck-Pyrmont

Friedrich Adolf Hermann Fürst von Waldeck und Pyrmont (* 20. Januar 1865 in Arolsen; † 26. Mai 1946 ebenda) war von 1893 bis 1918 der letzte Herrscher des Fürstentums Waldeck-Pyrmont. Er gehörte dem Haus Waldeck an.

## Leben
Friedrich war der Sohn von Fürst Georg Viktor zu Waldeck und Pyrmont (1831–1893) und seiner ersten Frau Prinzessin Helene von Nassau (1831–1888), Tochter von Herzog Wilhelm I. und seiner zweiten Frau Prinzessin Pauline von Württemberg. Er gehörte dem Haus Waldeck an, die niederländische Königin Emma war seine Schwester.
Derselbe hat seit Ostern 1880 bis Ostern 1883 das Königliche Gymnasium zu Kassel besucht und sich nach bestandenem Abiturientenexamen zur weiteren Ausbildung nach Versailles begeben. Er studierte in Göttingen und Leipzig Rechtswissenschaften und wurde 1884 Mitglied des Corps Bremensia. Als General der Kavallerie nahm er am Ersten Weltkrieg teil. Am 13. November 1918 wurde er infolge der Novemberrevolution durch eigens angereiste Vertreter der Kasseler Arbeiter- und Soldatenräte für abgesetzt erklärt. Fürst Friedrich nahm die Erklärung zur Kenntnis und quittierte deren Empfang. Er weigerte sich jedoch mit großer Entschiedenheit, freiwillig abzudanken. Der sozialdemokratische Oberbürgermeister Philipp Scheidemann von Kassel nannte ihn wegen seines Widerstandes scherzhaft „Friedrich den Trotzigen“.
Per Vergleich mit dem Landtag des Freistaats Waldeck erhielten Friedrich und seine Nachkommen im Jahre 1920 den Nießbrauch des Arolser Schlosses sowie das Eigentum am Forst Arolsen und der Domäne Hünighausen; letztere wurde dann gegen die Domäne Eilhausen umgetauscht. Hier starb er am 26. Mai 1946.

## Familie

### Vorfahren
| Ahnentafel Fürst Friedrich von Waldeck-Pyrmont | Ahnentafel Fürst Friedrich von Waldeck-Pyrmont                                                                            | Ahnentafel Fürst Friedrich von Waldeck-Pyrmont                                                                                  | Ahnentafel Fürst Friedrich von Waldeck-Pyrmont                                                                   | Ahnentafel Fürst Friedrich von Waldeck-Pyrmont                                                                 | Ahnentafel Fürst Friedrich von Waldeck-Pyrmont                                                                       | Ahnentafel Fürst Friedrich von Waldeck-Pyrmont                                                                       | Ahnentafel Fürst Friedrich von Waldeck-Pyrmont                                                                   | Ahnentafel Fürst Friedrich von Waldeck-Pyrmont                                                                      |
| ---------------------------------------------- | --- | --- | --- | --- | --- | --- | --- | --- |
| Ururgroßeltern                                 | Fürst Karl August Friedrich von Waldeck-Pyrmont (1704–1763) ⚭ 1741 Christiane Henriette von Pfalz-Zweibrücken (1725–1816) | Prinz August II. von Schwarzburg-Sondershausen (1738–1806) ⚭ 1762 Christine Elisabeth Albertine von Anhalt-Bernburg (1746–1823) | Fürst Karl Ludwig von Anhalt-Bernburg-Schaumburg-Hoym (1723–1806) ⚭ 1765 Eleonore zu Solms-Braunfels (1734–1811) | Fürst Karl Christian von Nassau-Weilburg (1735–1788) ⚭ 1760 Karoline von Oranien-Nassau-Diez (1743–1788)       | Fürst Karl Christian von Nassau-Weilburg (1735–1788) ⚭ 1760 Karoline von Oranien-Nassau-Diez (1743–1788)             | Graf Wilhelm Georg zu Sayn-Hachenburg (1751–1777) ⚭ 1771 Isabella Auguste Reuß zu Greiz (1752–1824)                  | König Friedrich I. von Württemberg (1754–1816) ⚭ 1780 Auguste Karoline von Braunschweig-Wolfenbüttel (1764–1788) | Herzog Friedrich von Sachsen-Hildburghausen (1763–1834) ⚭ 1785 Sophie Charlotte zu Mecklenburg-Strelitz (1744–1818) |
| Urgroßeltern                                   | Fürst Georg I. von Waldeck-Pyrmont ⚭ 1784 Auguste von Schwarzburg-Sondershausen (1768–1849)                               | Fürst Georg I. von Waldeck-Pyrmont ⚭ 1784 Auguste von Schwarzburg-Sondershausen (1768–1849)                                     | Fürst Victor II. von Anhalt-Bernburg-Schaumburg-Hoym (1767–1812) ⚭ 1793 Amalie von Nassau-Weilburg (1776–1841)   | Fürst Victor II. von Anhalt-Bernburg-Schaumburg-Hoym (1767–1812) ⚭ 1793 Amalie von Nassau-Weilburg (1776–1841) | Fürst Friedrich Wilhelm von Nassau-Weilburg (1768–1816) ⚭ 1788 Gräfin Louise Isabella zu Sayn-Hachenburg (1772–1827) | Fürst Friedrich Wilhelm von Nassau-Weilburg (1768–1816) ⚭ 1788 Gräfin Louise Isabella zu Sayn-Hachenburg (1772–1827) | Prinz Paul von Württemberg (1785–1852) ⚭ 1805 Charlotte von Sachsen-Hildburghausen (1787–1847)                   | Prinz Paul von Württemberg (1785–1852) ⚭ 1805 Charlotte von Sachsen-Hildburghausen (1787–1847)                      |
| Großeltern                                     | Fürst Georg II. Heinrich von Waldeck-Pyrmont ⚭ 1823 Emma von Anhalt-Bernburg-Schaumburg-Hoym (1802–1858)                  | Fürst Georg II. Heinrich von Waldeck-Pyrmont ⚭ 1823 Emma von Anhalt-Bernburg-Schaumburg-Hoym (1802–1858)                        | Fürst Georg II. Heinrich von Waldeck-Pyrmont ⚭ 1823 Emma von Anhalt-Bernburg-Schaumburg-Hoym (1802–1858)         | Fürst Georg II. Heinrich von Waldeck-Pyrmont ⚭ 1823 Emma von Anhalt-Bernburg-Schaumburg-Hoym (1802–1858)       | Herzog Wilhelm I. von Nassau (1792–1839) ⚭ 1829 Pauline von Württemberg (1810–1856)                                  | Herzog Wilhelm I. von Nassau (1792–1839) ⚭ 1829 Pauline von Württemberg (1810–1856)                                  | Herzog Wilhelm I. von Nassau (1792–1839) ⚭ 1829 Pauline von Württemberg (1810–1856)                              | Herzog Wilhelm I. von Nassau (1792–1839) ⚭ 1829 Pauline von Württemberg (1810–1856)                                 |
| Eltern                                         | Fürst Georg Viktor von Waldeck-Pyrmont (1831–1893) ⚭ 1853 Helene von Nassau-Weilburg (1831–1888)                          | Fürst Georg Viktor von Waldeck-Pyrmont (1831–1893) ⚭ 1853 Helene von Nassau-Weilburg (1831–1888)                                | Fürst Georg Viktor von Waldeck-Pyrmont (1831–1893) ⚭ 1853 Helene von Nassau-Weilburg (1831–1888)                 | Fürst Georg Viktor von Waldeck-Pyrmont (1831–1893) ⚭ 1853 Helene von Nassau-Weilburg (1831–1888)               | Fürst Georg Viktor von Waldeck-Pyrmont (1831–1893) ⚭ 1853 Helene von Nassau-Weilburg (1831–1888)                     | Fürst Georg Viktor von Waldeck-Pyrmont (1831–1893) ⚭ 1853 Helene von Nassau-Weilburg (1831–1888)                     | Fürst Georg Viktor von Waldeck-Pyrmont (1831–1893) ⚭ 1853 Helene von Nassau-Weilburg (1831–1888)                 | Fürst Georg Viktor von Waldeck-Pyrmont (1831–1893) ⚭ 1853 Helene von Nassau-Weilburg (1831–1888)                    |
| Fürst Friedrich (1865–1946)                    | | | | | | | | |

### Nachkommen
Fürst Friedrich heiratete am 9. August 1895 in Nachod Prinzessin Bathildis zu Schaumburg-Lippe (1873–1962), Tochter des Prinzen Wilhelm zu Schaumburg-Lippe und der Prinzessin Bathildis von Anhalt-Dessau. Aus der Verbindung gingen drei Söhne und eine Tochter hervor:
- Josias (1896–1967), General der Waffen-SS und Polizei ⚭ 1922 Altburg Herzogin von Oldenburg
- Max (1898–1981) ⚭ 1929 Gustava Gräfin von Platen Hallermund
- Helene (1899–1948) ⚭ 1921 Erbgroßherzog Nikolaus von Oldenburg
- Georg Wilhelm (1902–1971) ⚭ 1932 Ingeborg Gräfin von Platen Hallermund

## Militär

### Dienstgrade und Regimentschef
- Chef des 3. Kurhessischen Infanterie-Regiments Nr. 83. – 10. September 1897

### Auszeichnungen
- Großkreuz des Ordens der Württembergischen Krone im Jahre 1889[6]
- Roter Adlerorden, 1. Klasse – 24. Mai 1890
- Hausorden der Treue[7] – 1893
- Orden Berthold des Ersten, Ritter[8] – 1893
- Hubertusorden[9]
- Hausorden der Rautenkrone
- Sankt-Olav-Orden, Großkreuz
- Ritter des Königlichen Seraphinenordens – 18. September 1897
- Orden der Krone von Rumänien, Großkreuz